# International Journal of Mathematics
O International Journal of Mathematics foi fundado em 1990 e é publicado mensalmente (com exceção dos meses de junho e dezembro) pela World Scientific. A publicação abrange a matemática em geral.

## Abstract e indexação
- Science Citation Index
- ISI Alerting Services
- CompuMath Citation Index
- Current Contents/Physical, Chemical & Earth Sciences
- Zentralblatt MATH
- Mathematical Reviews
- CSA Aerospace Sciences Abstracts